# Protestos em Hong Kong em 2019–2020
Os protestos em Hong Kong em 2019 são uma série de manifestações em Hong Kong e em cidades da República Popular da China que começaram em 31 de março de 2019, exigindo a retirada do projeto de lei de extradição, proposto pelo Governo de Hong Kong. Teme-se que o projeto de lei faça com que a região administrativa se abra ao alcance da lei chinesa e que as pessoas de Hong Kong fiquem sujeitas a um sistema legal diferente, ou seja, se promulgada, a lei permitiria às autoridades locais deter e extraditar pessoas que são procuradas em territórios com os quais Hong Kong não possui acordos de extradição, incluindo a China continental e Taiwan. Alguns temem que o projeto coloque os cidadãos de Hong Kong e visitantes sob jurisdição na China continental, prejudicando a autonomia da região e os direitos dos cidadãos. Vários protestos realizaram-se em Hong Kong pelo público em geral e pelas comunidades legais. Entre eles, o protesto realizado em 9 de junho pela Frente Civil de Direitos Humanos (FCDH), que a organização estima que teve a participação de 1.03 milhão de pessoas, ganhou grande cobertura em massa da mídia. Protestos em outros lugares também aconteceram por pessoas estrangeiras de Hong Kong. Apesar das manifestações generalizadas, o governo insiste na aprovação do projeto, afirmando que a lei é urgente e que a "brecha" legal deve ser corrigida.
Em 12 de junho, os protestos do lado de fora do Conselho Legislativo acabaram em confrontos violentos entre a polícia e os manifestantes, com pelo menos 79 pessoas feridas e outra rodada de atenção internacional. Em 15 de junho, a executiva-chefe Carrie Lam anunciou que suspenderia a proposta de lei por tempo indefinido. Outro protesto em massa, pedindo para o governo a retirar o projeto de lei e para Lam deixar o cargo de executivo-chefe, ocorreu em Victoria Park, em 16 de junho de 2019. Segundo os organizadores, estima-se que quase dois milhões de pessoas tenham participado dos protestos. Se a contagem for verdadeira, seria o maior protesto na história de Hong Kong. Em 1 de julho, centenas de milhares de pessoas participaram das marchas anuais de julho. Uma parte desses manifestantes se separou da marcha e invadiu o Complexo do Conselho Legislativo, vandalizando os símbolos do governo central. A presidente-executiva, Carrie Lam, que suspendeu o projeto de extradição em 15 de junho, disse que estava "morto" em 9 de julho, mas parou antes de uma retirada completa. Lam condenou a invasão no Complexo do Conselho Legislativo como "extremamente violenta" e pediu que a população "volte à calma o mais rápido possível". Os membros do Conselho Executivo de Regina Ip e Bernard Charnwut Chan disseram que o governo não pretende fazer novas concessões.
Os protestos continuaram durante o verão, transformando-se em confrontos cada vez mais violentos, incluindo o ataque a Yuen Long de 22 de julho de 2019, entre policiais, ativistas, membros da tríade pró-Pequim e moradores locais em mais de 20 diferentes bairros da região. Enquanto as manifestações continuam, os protestantes pedem um inquérito independente sobre a brutalidade policial, a libertação de manifestantes presos, uma retratação da caracterização oficial dos protestos como "tumultos" e eleições diretas para escolherem os membros do Conselho Legislativo e o Chefe do Executivo. Manifestações em larga escala ocorreram no 70º aniversário da República Popular da China, com um manifestante estudantil de 18 anos morto a tiros pela polícia em 1º de outubro. Tentando conter os protestos, a Chefe do Executivo no Conselho invocou a Portaria de Regulamentos de Emergência em 4 de outubro para implementar uma lei anti-máscara.
Após o cerco da Universidade Politécnica de Hong Kong, a vitória sem precedentes do campo pró-democracia nas eleições do Conselho Distrital em novembro e a pandemia de COVID-19 no início de 2020 trouxeram um pouco de descanso. As tensões aumentaram novamente em maio de 2020 após a decisão de Pequim de promulgar uma lei de segurança nacional para Hong Kong antes de setembro. Isso foi visto por muitos como uma ameaça às liberdades políticas fundamentais e liberdades civis ostensivamente consagradas na Lei Básica de Hong Kong, e levou a comunidade internacional a reavaliar suas políticas em relação a Hong Kong, que eles consideravam não ser mais autônomos.

## Contexto
O Projeto de Lei de Extradição foi proposto pela primeira vez pelo governo de Hong Kong em fevereiro de 2019 em resposta a um homicídio de 2018 envolvendo um casal de Hong Kong que foi tirar férias em Taiwan. O homem matou a sua namorada em Taiwan, voltou para Hong Kong e um mês depois confessou o crime. No entanto, Hong Kong não podia mandá-lo de volta para Taiwan para ser acusado de assassinato pois não tinha um tratado de extradição com Taiwan e negociar um seria problemático, já que o governo da China não reconhece a soberania de Taiwan. Para resolver essa questão, o governo de Hong Kong propôs uma emenda ao Decreto dos Infratores Fugitivos (Cap. 503, em inglês) e à Assistência Jurídica Mútua em Matéria Penal (Cap. 525, em inglês) que estabeleceria um mecanismo para transferências de fugitivos caso a caso, por ordem do Chefe do Executivo, a qualquer jurisdição com a qual a cidade não tenha um tratado formal de extradição. Isso incluiu a extradição para a China continental.
A inclusão da China continental na emenda é motivo de preocupação para diferentes setores da sociedade de Hong Kong. Defensores pró-democracia temem que a jurisdição da cidade se funda com as leis chinesas do continente, administradas pelo Partido Comunista, corroendo assim o princípio "um país, dois sistemas" estabelecido desde a transferência de 1997. Os opositores do projeto atual pediram ao governo de Hong Kong que estabelecesse um acordo de extradição apenas com Taiwan, e que pusessem o acordo de lado imediatamente após a rendição do suspeito. China e Hong Kong são dois lugares muito diferentes com um relacionamento político bastante complexo, o acordo de extradição ameaça dar a China mais poder sobre Hong Kong. Hong Kong faz parte da China mas opera como uma região autônoma. Alguns manifestantes consideraram que os métodos pacíficos não eram eficazes e recorreram a métodos mais radicais para expressar sua opinião.

## Objetivos
| Exigências | Motivo |
| --- | --- |
| Retirada completa do projeto de extradição do processo legislativo                                                            | Embora o projeto tenha sido suspenso indefinidamente em 15 de junho, o debate sobre ele pode voltar rapidamente. Atualmente, o projeto está "pendente de retomada da segunda leitura" no Conselho Legislativo. Os legisladores pró-establishment, incluindo Ann Chiang, indicaram que o processo legislativo do projeto poderia ser retomado após o término dos protestos. |
| Retração da caracterização "tumulto"                                                                                          | O governo originalmente usou a palavra "tumulto" para descrever o protesto de 12 de junho. Mais tarde, a descrição foi alterada para dizer que havia "alguns" manifestantes que se revoltaram. No entanto, os manifestantes contestam a existência de atos de tumulto durante o protesto de 12 de junho. |
| Libertação e exoneração de manifestantes presos                                                                               | Os manifestantes consideram que as prisões de manifestantes são motivadas politicamente; eles questionam a legitimidade de policiais que prendem manifestantes em hospitais usando seus dados médicos confidenciais em violação da privacidade do paciente. |
| Estabelecimento de uma comissão independente de inquérito sobre conduta policial e uso da força durante os protestos          | Grupos cívicos acham que o nível de violência usado pela polícia em 12 de junho, especificamente contra manifestantes que não cometeram nenhum crime quando foram atacados, é injustificável; A polícia que para e revista inúmeros transeuntes perto do local do protesto sem causa provável também foi considerada abusiva. A falha de alguns policiais em exibir ou mostrar seu número de identificação policial ou cartão de mandado, apesar de ser exigido pelas Ordens Gerais da Polícia, é vista como uma quebra de responsabilidade. |
| Renúncia da Carrie Lam e implementação do sufrágio universal para as eleições do Conselho Legislativo e do Chefe do Executivo | Atualmente, o Chefe do Executivo é selecionado por um Comitê Eleitoral de 1 200 membros e 30 dos 70 assentos do Conselho Legislativo, conhecidos como círculo eleitoral funcional, são preenchidos por eleitores limitados que representam diferentes setores da economia. |

## História

### Março–junho de 2019: Estágio inicial
A Frente Civil dos Direitos Humanos, uma plataforma de 50 grupos pró-democracia, lançou duas marchas de protesto contra o projeto em 31 de março e 28 de abril. No segundo protesto, os organizadores alegaram que 130 000 pessoas participaram da marcha, a maior desde o protesto de 1º de julho de 2014. A causa ganhou mais atenção quando os Conselheiros Legislativos pan-democráticos lançaram uma campanha contra o projeto de extradição, o que levou o Secretário de Segurança John Lee a anunciar que o governo retomaria a segunda leitura do projeto de lei em uma reunião completa do Conselho Legislativo em 12 de junho, ignorando a prática usual de examinar o projeto de lei no Comitê de Contas. A posição dura do governo em aprovar o controverso projeto de extradição, com Carrie Lam chamando a oposição de "lixo falante", e o governo de Taiwan rejeitando o plano de extradição de Hong Kong, também atraiu atenção significativa da mídia.
Para se opor à segunda leitura do projeto, que foi realizada em 12 de junho, a FCDH fez seu terceiro protesto ao Conselho Legislativo no Victoria Park em Admiralty, Hong Kong, em 9 de junho. Foram os maiores protestos já realizados em Hong Kong, os organizadores alegaram que 1,03 milhões de pessoas, um número recorde. Apesar disso, Carrie Lam insistiu que o debate da segunda leitura sobre o projeto fosse retomado em 12 de junho, fazendo com que vários grupos de estudantes e o partido político Demosistō organizassem uma manifestação fora do Complexo do Conselho Legislativo, levando a confrontos intensos entre policiais e manifestantes, que recuaram para Wan Chai, uma área metropolitana situada na parte ocidental do Distrito de Wan Chai, na costa norte da Ilha de Hong Kong.
Após os protestos de 9 de junho, uma greve geral foi convocada em 12 de junho, a qual foi respondida por mais de 100 empregadores. Os manifestantes também tentaram ocupar o Complexo do Conselho Legislativo. A polícia de choque dispersou os manifestantes disparando gás lacrimogêneo e balas de borracha. O comissário de polícia Stephen Lo declarou os confrontos um "tumulto" (ou motim), embora a própria polícia tenha sido subsequentemente condenada por usar força excessiva, incluindo disparar gás lacrimogêneo contra manifestantes contidos em uma área movimentada ao lado da Torre CITIC, fazendo com que ficassem presos dentro da construção. O uso de cassetetes e gás lacrimogêneo, a falta de identificação de números em policiais, supostas agressões a jornalistas e as subsequentes prisões hospitalares foram criticadas. Após os confrontos de 12 de junho, os manifestantes começaram a pedir um inquérito independente sobre a brutalidade policial e instando o governo a retratar a caracterização do "tumulto". Dois mil manifestantes de grupos religiosos realizaram uma vigília fora da sede do governo, orando e cantando hinos, incluindo "Sing Hallelujah to the Lord", que se tornou o hino não oficial do protesto.
Em 15 de junho, Carrie Lam anunciou que o projeto havia sido suspenso, embora o campo pan-democrático exigisse a retirada total da lei. Um homem de 35 anos também cometeu suicídio para protestar contra a decisão de Lam naquele dia. Para o protesto realizado em 16 de junho, a FCDH reivindicou a participação final em "quase 2 milhões e mais alguns cidadãos", o que estabeleceu o recorde do maior protesto na história de Hong Kong. Após o enorme protesto, Carrie Lam pediu desculpas aos cidadãos de Hong Kong, mas se recusou a renunciar ou retirar a lei.
Os manifestantes começaram a sitiar a sede da polícia na rua Arsenal nos dias 21 e 24 de junho. A polícia não tomou nenhuma providência para dispersar os manifestantes. Os manifestantes também começaram a pedir apoio internacional, enquanto visitavam os consulados dos países que participariam da cúpula do G20 em Osaka e se reuniam no Edinburgh Place à noite, segurando cartazes que diziam "Democracia agora e Hong Kong Livre".

### Julho de 2019: Protestos em todos os lugares
A FCDH realizou a marcha anual em 1º de julho, uma marcha anual que sempre acontece em Hong Kong, e reivindicou uma participação recorde de 550 000 pessoas. O protesto foi amplamente pacífico. À noite, os manifestantes invadiram o Complexo do Conselho Legislativo, mas a polícia tomou poucas medidas para detê-los. Os manifestantes quebraram móveis, desfiguraram o emblema de Hong Kong e apresentaram um novo manifesto com dez pontos. Alguns dos manifestantes que invadiram o Complexo do Conselho Legislativo foram motivados pelo desespero decorrente de vários casos de suicídios desde 15 de junho. Carrie Lam condenou os manifestantes que invadiram o conselho.
Após o protesto de 1º de julho, os protestos começaram a "florescer em todos os lugares", com protestos sendo realizados em diferentes áreas de Hong Kong contra o projeto de extradição e contra algumas das questões locais. Muros de Lennon também foram instalados em diferentes bairros como protesto artístico e se tornaram uma fonte de conflito entre cidadãos pró-Pequim e apoiadores dos protestos. O primeiro protesto anti-extradição em Kowloon foi realizado em 7 de julho, onde os manifestantes marcharam de Tsim Sha Tsui para a estação de West Kowloon. Confrontos ocorreram mais tarde em Tsim Sha Tsui e Mong Kok. O fracasso da polícia em exibir seus cartões de identidade e de mandado atraiu críticas. Em 9 de julho, Carrie Lam declarou que "o projeto está morto", embora sua escolha de frases tenha sido ambígua e não vinculativa, levando a mais dúvidas e ceticismo.
O primeiro protesto anti-extradição nos Novos Territórios foi realizado em Sha Tin em 14 de julho. O protesto foi amplamente pacífico, apesar de alguns manifestantes começarem a montar barricadas e atirar objetos contra a polícia após o protesto. Mais tarde, os manifestantes se moveram para o New Town Plaza e tentaram sair pela estação Sha Tin, mas foram detidos pela polícia de choque, que os impediram bloqueando-os. Os manifestantes ficaram presos dentro do Plaza e intensos confrontos entre manifestantes e policiais ocorreram no interior. Moradores descontentes com o incidente se reuniram no New Town Plaza nos dias seguintes questionando os agentes de segurança por que a Sun Hung Kai Properties, corporação projetora do Plaza, permitiu que a polícia entrasse no Plaza sem a devida permissão.
A atenção voltou para a Ilha de Hong Kong quando a FCDH realizou outro protesto anti-extradição em 21 de julho. Os manifestantes passaram pelo ponto de extremidade mandatado pela polícia e alguns manifestantes cercaram o Gabinete de Ligação de Hong Kong e desfiguraram o emblema nacional chinês, um ato que foi condenado pelo governo. Enquanto ocorria um impasse entre os manifestantes e a polícia em Sheung Wan, grupos vestidos de branco, supostamente membros da Tríade, supostamente apoiados pelo vereador pró-Pequim Junius Ho, apareceram na estação de Yuen Long e atacaram indiscriminadamente as pessoas dentro da estação. Yuen Long se tornou uma cidade fantasma após o ataque. Uma multidão de mais de 100 homens armados vestidos de branco atacou civis nas ruas e passageiros incluindo idosos, crianças, manifestantes vestidos de preto, jornalistas e legisladores. Pelo menos 45 pessoas ficaram feridas no incidente, incluindo uma mulher grávida.
Em 27 de julho, os manifestantes marcharam para Yuen Long, apesar da oposição de grupos rurais e da objeção da polícia. Para dispersar os manifestantes, a polícia disparou gás lacrimogêneo em uma área principalmente residencial e os impasses entre os manifestantes e a polícia se transformaram em violentos confrontos dentro da estação de Yuen Long. No dia seguinte, os manifestantes desafiaram mais uma vez a proibição da polícia e marcharam para Sai Wan e Causeway Bay. Quarenta e nove pessoas foram presas e acusadas de fazer tumulto. Para apoiar os detidos, os manifestantes cercaram a delegacia de Kwai Chung e a delegacia de Tin Shui Wai, onde os manifestantes foram atacados com fogos de artifício lançados de um veículo em movimento.
Em julho, vários protestos pacíficos foram realizados. Um grupo de idosos marchou na ilha de Hong Kong para mostrar sua solidariedade com os jovens. Vários grevistas também marcharam até a Casa do Governo para exigir uma resposta de Carrie Lam. Em 26 de julho, milhares de manifestantes se reuniram no Aeroporto Internacional de Hong Kong e distribuíram panfletos sobre a controvérsia aos turistas.

### Junho de 2020: Lei de Segurança Nacional de Hong Kong

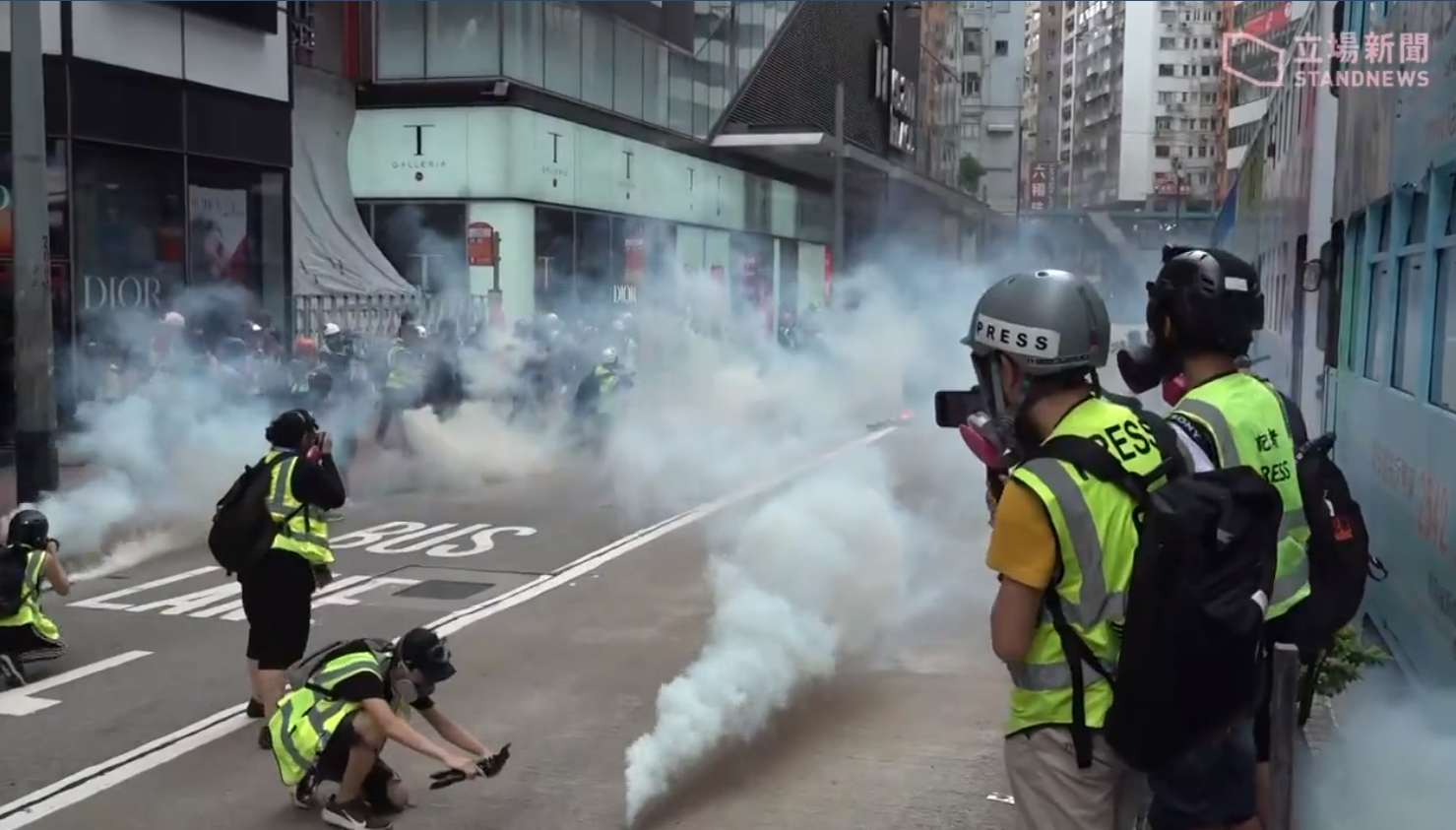
Gás lacrimogêneo foi usado pela primeira vez em dois meses, durante os protestos de 24 de maio.

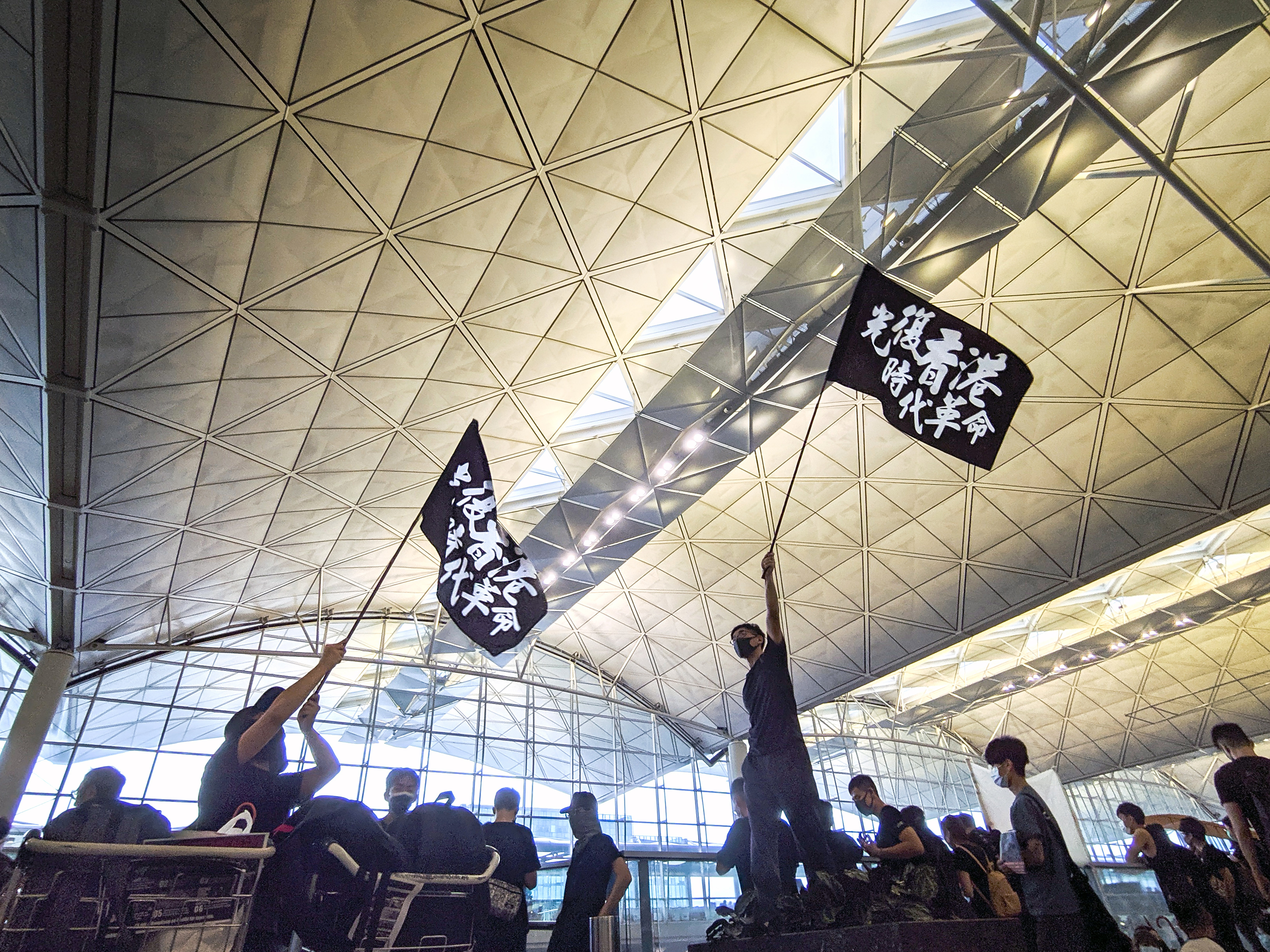
A lei de segurança nacional proibia qualquer pessoa de gritar ou exibir o slogan "Liberte Hong Kong, a revolução de nossos tempos" (em chinês: 光復香港，時代革命)), que alcançou a adoção convencional de toda a região desde o estágio inicial dos protestos.

Em outubro de 2019, o bloco pró-democrático da LegCo lançou uma campanha de difamação liderada pelo vice-presidente Dennis Kwok, que presidiu as reuniões da LegCo, para interromper os procedimentos de eleição do Comitê da Câmara e, portanto, a segunda leitura do Projeto Nacional de Hino, um projeto de lei que foi considerado "mau" pelos democratas. Um artigo da Hong Kong Watch opinou que a obstrução era a única estratégia disponível para os democratas, devido à sua marginalização no conselho legislativo, apesar de representarem a maioria da população. Os diretores do Gabinete de Assuntos Chineses de Hong Kong e Macau (HKMAO) e do Gabinete de Ligação ameaçaram desqualificar Kwok. Suas ações foram controversas, pois o Artigo 22 da Lei Básica de Hong Kong afirma que nenhum departamento do Governo Popular Central pode interferir nos assuntos de Hong Kong. Os dois diretores alegaram que os dois departamentos estavam isentos, e isso foi acordado pela administração de Lam, apesar de dizer o contrário no passado. O parlamentar pró-Pequim Starry Lee foi reeleito presidente do Comitê da Câmara em 18 de maio, depois que os seguranças removeram a maioria dos membros pró-democracia devido a uma briga violenta antes da votação.
Em 21 de maio de 2020, a mídia estatal anunciou que o Comitê Permanente do Congresso Nacional do Povo (NPCSC) começaria a redigir uma nova lei que abrange "secessão, interferência estrangeira, terrorismo e subversão contra o governo central" no Anexo III de Hong Kong. Lei Básica. Isso significava que a lei entraria em vigor através da promulgação e contornaria a legislação local via LegCo, que era como uma lei de segurança nacional deveria ser elaborada de acordo com o artigo 23. Os observadores consideraram que este era o passo mais ousado da China para colocar Hong Kong sob seu controle acusando-o de depreciar o princípio "um país, dois sistemas", violando os termos da Declaração conjunta sino-britânica sobre a questão de Hong Kong, e esperava que isso tivesse efeitos de longo alcance na liberdade de expressão da cidade e no sucesso econômico futuro. Respondendo à decisão do NPCSC, o secretário de Estado dos Estados Unidos, Mike Pompeo, informou ao Congresso que Hong Kong não era mais autônomo da China e, portanto, deveria ser considerado o mesmo país no comércio e em outros assuntos. O secretário de Relações Exteriores do Reino Unido, Dominic Raab, anunciou que o Reino Unido estenderia os direitos dos portadores de passaporte do "British National Overseas" (BNO), incluindo o fornecimento de um caminho para a cidadania, se a China prosseguisse com a aprovação da legislação de Segurança Nacional. O Reino Unido, juntamente com a Austrália, o Canadá e os EUA também emitiram uma declaração conjunta expressando sua profunda preocupação com a Lei de Segurança Nacional em 28 de maio. Apesar da pressão internacional, o NPCSC aprovou a Decisão do Congresso Nacional do Povo sobre a legislação de segurança nacional de Hong Kong em 28 de maio.
O projeto provocou um aumento de protestos: a marcha em massa em 24 de maio na Causeway Bay foi o maior protesto desde o início da pandemia, já que os civis responderam às chamadas online para marchar contra a Lei do Hino Nacional e a lei de segurança nacional proposta. Pela primeira vez em dois meses, a polícia usou gás lacrimogêneo na tentativa de dispersar os manifestantes. Em 27 de maio, pelo menos 396 pessoas foram presas durante um protesto de um dia em Hong Kong por causa da leitura do hino nacional no mesmo dia e da lei anti-sedição; a maioria dos presos foi levada sob custódia mesmo antes do início de qualquer ação de protesto. Milhares de policiais armados foram mobilizados para interromper o protesto planejado. A polícia disparou spray de pimenta na hora do almoço enquanto os manifestantes gritavam slogans; os policiais pararam e revistaram os moradores e cercaram suspeitos de manifestantes, forçando-os a sentar-se em fileiras no chão.
Em 30 de junho, o NPCSC aprovou a lei de segurança nacional por unanimidade, sem informar o público e as autoridades locais sobre o conteúdo da lei. A lei cria um chilling effect na cidade. A Demosistō, envolvida em lobby nos Estados Unidos pela aprovação da Lei de Direitos Humanos e Democracia de Hong Kong e pela suspensão do status comercial especial da cidade, e vários grupos pró-independentes anunciaram que haviam decidido desmantelar e interromper todas as operações, temendo que eles seriam os alvos da nova lei. A polícia continuou a usar a lei do coronavírus, que visa desencorajar a assembleia pública, para proibir o protesto anual de 1 de julho. Apesar da proibição policial, milhares de manifestantes apareceram para protestar contra a recém-implementada lei de segurança nacional. A polícia respondeu enviando caminhões de canhão de água e gás lacrimogêneo e prendeu pelo menos dez pessoas por violar a segurança nacional, pois consideravam que indivíduos que exibiam ou possuíam bandeiras, cartazes e adesivos de telefone com slogans ou outras protestos artísticos já cometeram o crime de "subverter o país".

## Suicídios

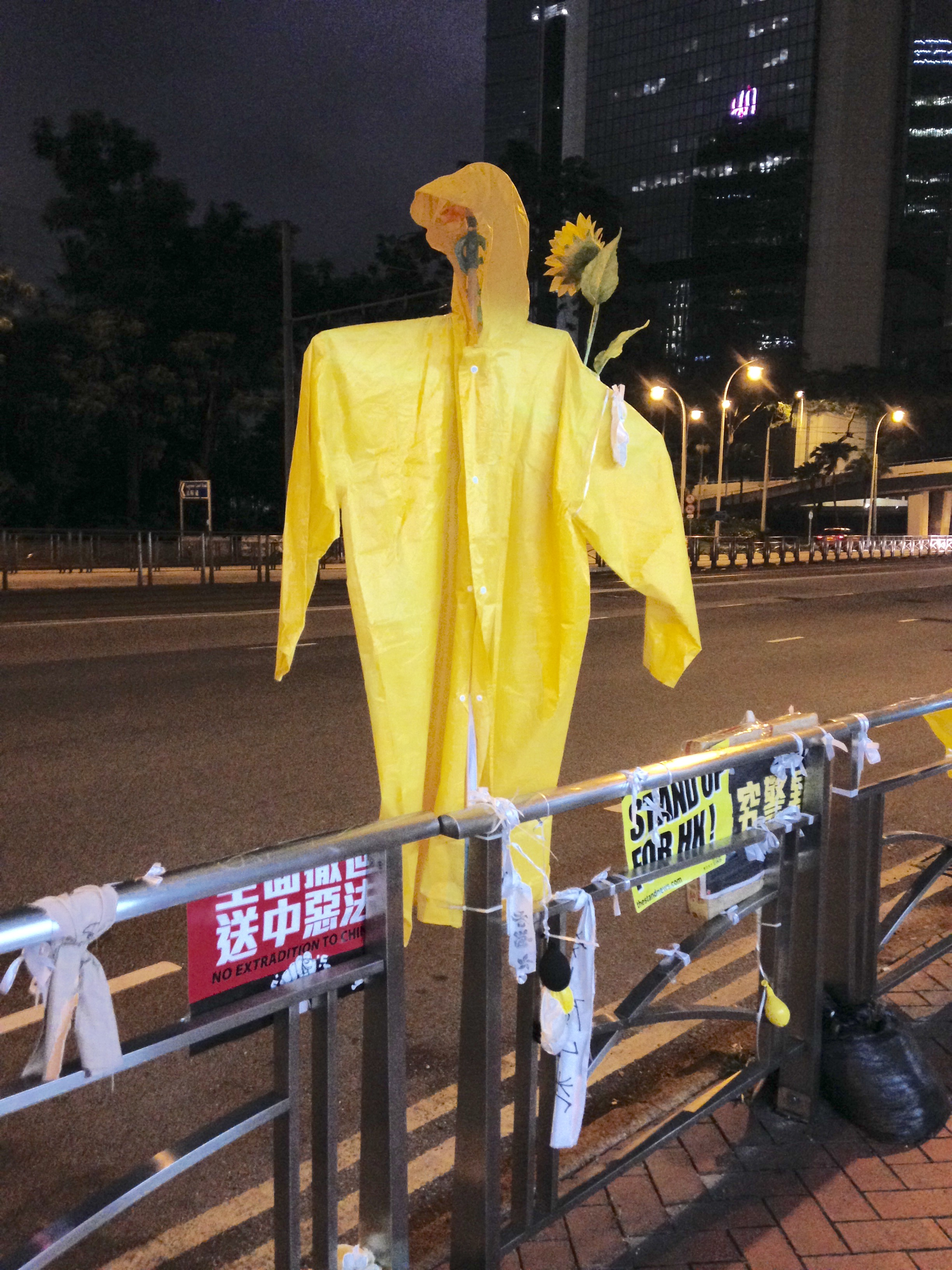
Memorial em homenagem à Leung erguido perto do Pacific Place

Houve cinco casos de suicídio atribuídos aos protestos do projeto de lei anti-extradição, e mais três por eventos relacionados ao projeto de lei de extradição e aos eventos seguintes. Cada pessoa havia deixado uma nota de suicídio que deplorava o governo não eleito que não dá respostas e a insistência das autoridades em forçar o cumprimento do projeto de extradição; a maioria dos indivíduos expressou desânimo, enquanto pedia que os cidadãos de Hong Kong continuassem sua luta. Uma nota chegou a afirmar: "O que Hong Kong precisa é de uma revolução".
A primeira pessoa cometeu suicídio em 15 de junho, quando Marco Leung Ling-kit, de 35 anos, subiu ao pódio elevado no telhado do Pacific Place, um shopping center em Admiralty às 16h30 da tarde. Usando uma capa de chuva amarela com as palavras "A polícia brutal é sangue frio" e "Carrie Lam está matando Hong Kong" em chinês escrito nas costas, ele pendurou um banner no andaime com vários slogans anti-extradição. Após um impasse de cinco horas, durante o qual policiais e o legislador do Partido Democrata Roy Kwong tentaram acalmá-lo, Leung morreu, sem nenhum colchão inflável montado por bombeiros.
Um memorial apareceu no local logo depois; Ai Weiwei compartilhou a notícia em seu feed do Instagram, enquanto o satirista chinês Badiucao homenageou o morto com um desenho animado. Na quinta-feira, 11 de julho, foi realizada outra vigília, na qual milhares apareceram deixando girassóis no local do memorial. Os artistas de Praga também homenagearam o evento e pintaram um memorial no Muro de Lennon, na República Tcheca, representando uma capa de chuva amarela junto com palavras de felicidades.
Uma estudante de 21 anos da Education University of Hong Kong, Lo Hiu-yan, morreu no Ka Fuk Estate, um conjunto de 3 edifícios residenciais em Fanling, no dia 29 de junho. Ela havia deixado duas notas escritas na parede de uma escada com marcador vermelho e colocou fotos das mesmas no Instagram. Um terceiro suicídio ocorreu no dia seguinte, quando uma mulher de 29 anos, Zhita Wu, pulou do International Finance Centre. Em 4 de julho, uma mulher de 28 anos, identificada apenas pelo sobrenome Mak, morreu após pular de um prédio em Cheung Sha Wan. Um quinto suicídio ocorreu em 22 de julho, um homem de 26 anos identificado pelo sobrenome Fan morreu depois de pular do prédio da Cypress House, em Kwong Yuen Estate, após uma discussão com os pais sobre sua posição política e ser expulso de casa. Os vizinhos de Fan deixaram flores perto do local.